# Ågskardet
Ågskardet est une localité du comté de Nordland, en Norvège.

## Géographie
Administrativement, Ågskardet fait partie de la kommune de Meløy.